# Розова долина (футбольний клуб)
«Розова долина» — болгарський футбольний клуб з міста Казанлик, який бере участь у Південно-східній групі Третьої аматорської футбольної ліги.
Проводить свої домашні матчі на стадіоні «Севтополіс», який має місткість 10 000 місць.

## Історія
«Розова долина» вважається наступником клубу ДВФ (Държавна военна фабрика), який існував з 1928 по 1947 роки.
З 1947 по 1949 рік команда виступала під назвою «Розова долина», на честь Долини троянд, що знаходиться біля міста.
З 1949 по 1957 рік клуб грав під назвою «Торпедо», а з 1957 року знову став називатись «Розова долина». Все це вивчено з архівних документів та описано у книзі «Історія футболу в Казанлаку» (болг. История на футбола в Казанлък) Петаром Сотировим та Георгієм Стояновим.
У сезоні 1982/83 команда вперше в історії зіграла у Групі А, вищому дивізіоні країни, але посівши 15 місце з 16 команд після одного року вилетіла до нижчих ліг.
15 січня 2016 року, після повернення команди із зимової перерви, клуб оголосив, що вони досягли домовленості з місцевим болгарським бізнесменом Георгієм Мермеклієвим, який став президентом клубу. Згодом він заявив про свої наміри повернути попередню славу «Розовій долині» і що команда починає боротьбу за повернення в Групу А вже в наступні сезони. Він також заявив, що клубний стадіон буде відремонтований та модернізований до 12 000 місць та буде створена нова академія. Згодом «Розова долина» оголосила спонсорство з новим виробником форми Legea на майбутній сезон.  Після великої кількості інвестицій, 14 вересня 2016 року «Розова долина» отримала право зіграти у Кубку Болгарії після 15 років відсутності у професіональному футболі.

## Найкращі результати
- 11 місце у державному чемпіонаті: 1935
- 15 місце у Групі А: 1982/83
- 1/8 фіналу Кубка Болгарії: 1939, 1965, 1982, 1986 (як Кубок Радянської Армії), 1987, 1992

## Відомі футболісти
- Атанас Заров (1960)
- Спиро Дебирський (нар. 1933)
- Йордан Филипов (1946—1996)
- Тодор Атанасов (нар. 1954)
- Ілія Величков
- Христо Попов — рекордсмен із 336 матчами
- Кинчо Кашеров (нар. 1956)
- Кинчо Кинев (нар. 1958)
- Раді Радев (нар. 1966)
- Димитар Сивов (нар. 1969)
- Димитар Іванов (нар. 1970)
- Йонко Неделчев (нар. 1974)
- Даніел Христов (нар. 1975)
- Антон Спасов (нар. 1975)
- Тодор Янчев (нар. 1976)
- Георгій Димитров (1960 р.н.)
- Іван Колев
- Николай Николов
- Іво Іванов (нар. 1985)
- Станимир Димитров (нар.1972)
- Александар Стоянов (нар. 1974)
- Христо Янев

## Головні тренери
| Дата      | Тренер               | Досягнення |
| --------- | -------------------- | ---------- |
| 2007–2008 | Радко Калайджийський |            |
| 2008–2010 | Даніел Христов       |            |
| 2010–2014 | Кралю Орозов         |            |
| 2014–2015 | Ангел Станков        |            |
| 2015–2017 | Александар Георгієв  |            |
| 2017–2018 | Іван Петров          |            |
| 2018–     | Атанас Апостолов     |            |

## Статистика по сезонах
| 2009–10 | Група В (III) | 13 | 12 | 4 | 20 | 54 | 76 | 40 | не кваліфікувалась |  |  |
| 2010–11 | Група В       | 14 | 13 | 6 | 19 | 49 | 58 | 45 | не кваліфікувалась |  |  |
| 2011–12 | Група В       | 15 | 8  | 8 | 18 | 38 | 60 | 32 | не кваліфікувалась |  |  |
| 2012–13 | Група В       | 13 | 13 | 3 | 18 | 34 | 51 | 42 | не кваліфікувалась |  |  |
| 2013–14 | Група В       | 12 | 9  | 5 | 18 | 42 | 51 | 32 | не кваліфікувалась |  |  |
| 2014–15 | Група В       | 4  | 15 | 6 | 9  | 47 | 30 | 51 | не кваліфікувалась |  |  |
| 2015–16 | Група В       | 2  | 24 | 4 | 6  | 81 | 30 | 76 | не кваліфікувалась |  |  |
| 2016–17 | Третя ліга    | 4  | 20 | 4 | 10 | 69 | 38 | 64 | 1/16 фіналу        |  |  |
| 2017–18 | Третя ліга    | 4  | 17 | 6 | 11 | 64 | 41 | 57 | не кваліфікувалась |  |  |
|         |               |    |    |   |    |    |    |    |                    |  |  |